# Маардла
Ма́ардла (ест. Maardla küla) — село в Естонії, у волості Сааре повіту Йиґевамаа.

## Населення
Чисельність населення на 31 грудня 2011 року становила 25 осіб.

## Географія
Село розташоване на відстані приблизно 13 км на захід від волосного центру Кяепи.
Через село проходять дві дороги, що з'єднують автошляхи 133 (Паламузе — Вейа — Отса) та 137 (Йиґева — Паламузе — Сааре).
Поблизу села тече річка Угмарду (ест. Uhmardu jõgi).

## Пероналії
- Леонхард Мерзін (1934—1990) — естонський радянський актор театру і кіно, театральний режисер, художник.